# Каронада
Карона́да (също и корона́да) е гладкостволно артилерийско оръдие. Първоначално каронадите се появяват в английския флот в края на 18 век, а след това влизат и на въоръжение в бреговата артилерия. За изобретател на този тип оръдия се счита генерал Робърт Мелвил, който предлага идеята за новото оръдие през 1759 г. Първият образец е създаден от шотландеца Чарлз Гаскойн, в периода 1769 до 1779 г., в завода „Карон“ (Шотландия, графство Стърлинг). Оттук произхожда и название му. Следва да се отбележи, че първоначално оръдията от типа се наричат в чест на своите създатели: мелвилиади и гасконади.
Каронадата представлява късо спрямо калибъра корабно чугунено тънкостенно оръдие, имащо сравнително неголямо за своя калибър тегло и стрелящо с тежки гюлета с малка скорост – около 250 m/s — на неголямо разстояние. Калибрите на каронадите основно са следните: 12, 18, 24, 32 и 42 фунта. Известна е също и 68-фунтова каронада (известно е, че 32 такива каронади има на руския кораб „Двенадцат апостолов“). Причина за малката далекобойност е сравнително неголемият барутен заряд, заради малката камера на каронадите, който придава на гюлето ниска начална скорост. Това е един от нейните явни недостатъци. Към числото на недостатъците също се отнася и по-високият риск от пожар – поради по-късия ствол се изхвърлят много повече горящи материали (остатъци от тапата, частици барут), което създава опасност за дървения кораб.
Предимствата на каронадите са:
- значително по-висока скорострелност, позволяваща водене на по-плътен огън;
- сравнително малък откат, позволяващ използването не на колесен лафет, а плъзгаща се поставка (по-късно и на шарнирна установка), която повишава удобството за насочването по целта и повишава безопасността на оръдието;
- сравнително ниското тегло: каронадата тежи много по-малко спрямо оръдията от същия калибър. Така например оръдието от кораба „Двенадцат Апостолов“ с калибър 36 фунта тежи 194 пуда (3104 kg), а каронадата с този калибър е 142 пуда (2272 kg); това позволява поставянето на оръдия и на горната палуба на кораба без намаляване на неговата устойчивост;
- по-малко на брой хора като прислуга на оръдието;
- ниска, спрямо обикновеното оръдие от същия калибър, себестойност на производството.

В условията на морския бой от края на 17 – началото на 19 век най-честа е минималната дистанция между противниците. С оглед на това достойнствата на каронадите надделяват над техните недостатъци. Появяват се даже кораби, въоръжени само с каронади, например английският 56 оръдеен линеен кораб „Глетън“ (HMS Glatton), което е предизвикано основно от финансови причини.
Тактиката за използване на каронадите предполага стрелба с тях на близка дистанция. Техните изстрели могат да повреждат корпуса, такелажа, да убиват вражеските матроси. Боеприпас за каронадите са както гюлетата, така и картечът. Известно е, че на кораба на Нелсън „Виктори“ (HMS Victory) (флагман на англичаните в Трафалгарската битка) има поставени и две каронади с калибър 68 фунта. По време на битката те дават картечен залп по френски кораб, като зарядът на всяко едно от оръдията е от 500 куршума. Освен гюлетата и картеча каронадите могат да се снаряжават и с книпели, снаряди, състоящи се от две гюлета, съединени помежду си с верига, което е голяма опасност за такелажа и рангоута на ветроходните кораби. Именно благодарение на книпелите удържа своята легендарна победа на 14 май 1829 г. над два турски линейни кораби знаменитият бриг „Меркурий“ под ръководството на Александър Казарский.
Големият калибър на каронадите в съчетание с ниската начална скорост блазни много автори да им се припише и стрелба с фугасни барутни бомби, но всъщност за това няма исторически свидетелства; напротив, лошо обучените за работа с оръдия екипажи на основните „потребители“ на такава артилерия търговски съдове се боят от бомбите „като от огън“ поради опасността, която те представляват при неумело боравене с тях за самите артилеристи. Освен това до създаването на достатъчно надежни запали и опитите на френския артилерист Анри-Жозеф Пексан през 1820-те години, показали тяхната огромна разрушителна сила против дървения борд, бомбите въобще нямат широко разпространение като противокорабно оръжие, а се използват основно в мортирите и гаубиците за бомбардировка на крайбрежието.
С времето далечината на стрелба при обикновените оръдия и тяхната скорострелност се увеличиват. Това води до увеличаване на дистанциите на морския бой и каронадите стават безполезни. Към 1850-те години те изчезват от военните кораби.
Описание на две оръдия каронади, поставени на руския кораб „Двенадцат апостолов“. Първият тип представлява 36-фунтово оръдие каронада. Калибърът на оръдието е 6,80 дюйма, калибърът на гюлето 6,65 дюйма. Дължината на ствола е 6 фута или 12,25 калибра. Теглото на оръдието е 142 пуда и 2 фунта. Теглото на снаряда е 43,50 фунта. Теглото на поставката лафет е 38 пуда. Вторият тип оръдие каронада е 24-фунтово оръдие. Неговият калибър е 5,95 дюйма, калибърът на гюлето е 5,80 дюйма. Дължината на ствола е 6 фута или 12,25 калибра. Теглото на оръдието е 96 пуда и 2 фунта, теглото на гюлето – 29,00 фунта. Теглото на лафета е 25 пуда.